# خوسيه مورايس
محمد مورايس (27 يوليو 1965 بلشبونة في البرتغال - ) هو مدرب كرة قدم ولاعب كرة قدم برتغالي في مركز الوسط. درب نادي الهلال السعودي في عام 2021 م.

## الإنجازات
الترجي الرياضي التونسي
- الرابطة التونسية المحترفة الأولى: 2009–10

نادي الشباب السعودي
- كأس السوبر السعودي: 2014

جونبك هيونداي موتورز
- دوري كوريا الجنوبية لكرة القدم: 2019، 2020.
- كأس الاتحاد الكوري الجنوبي: 2020.

نادي سباهان ایران
- جام حذفی
- کیر تو عرب

فردية
- جائزة مدرب العام في دوري كوريا الجنوبية[الإنجليزية]: 2019.

## وصلات خارجية
- خوسيه مورايس على موقع اتحاد تركيا (مدرب) (الإنجليزية)
- خوسيه مورايس على موقع دوري كوريا الجنوبية (الإنجليزية)
- خوسيه مورايس على موقع قاعدة بيانات كرة القدم.إي يو (الإنجليزية)
- خوسيه مورايس على موقع عالم كرة القدم.نت (الإنجليزية)